# Tętno dziwaczne
Tętno dziwaczne (łac. pulsus paradoxus) – zmniejszenie wypełnienia tętna lub jego całkowity zanik w czasie wdechu, z towarzyszącym obniżeniem ciśnienia skurczowego o ponad 10 mm Hg.
Klinicznie istotne tętno dziwaczne stwierdza się w czasie spokojnego oddychania, a jego dokładny pomiar jest możliwy przy użyciu sfigmomanometru. Tętno dziwaczne jest obecne, gdy I ton Korotkowa jest słyszalny tylko podczas wydechu.

## Przyczyny
Możliwe przyczyny obecności tętna dziwacznego:
1. Tamponada serca.
2. Zaciskające zapalenie osierdzia.
3. Zatorowość płucna.
4. Wstrząs.
5. Astma i ciężka postać przewlekłej obturacyjnej choroby płuc (POChP).